# 库拉吉诺
53°53′16″N 92°40′57″E / 53.8879°N 92.6824°E
库拉吉诺是俄罗斯克拉斯诺亚尔斯克边疆区的一个市级镇及库拉吉诺区的行政中心，人口13,743人（2010年）。